# Lillian Randolph
Pour les articles homonymes, voir Randolph.

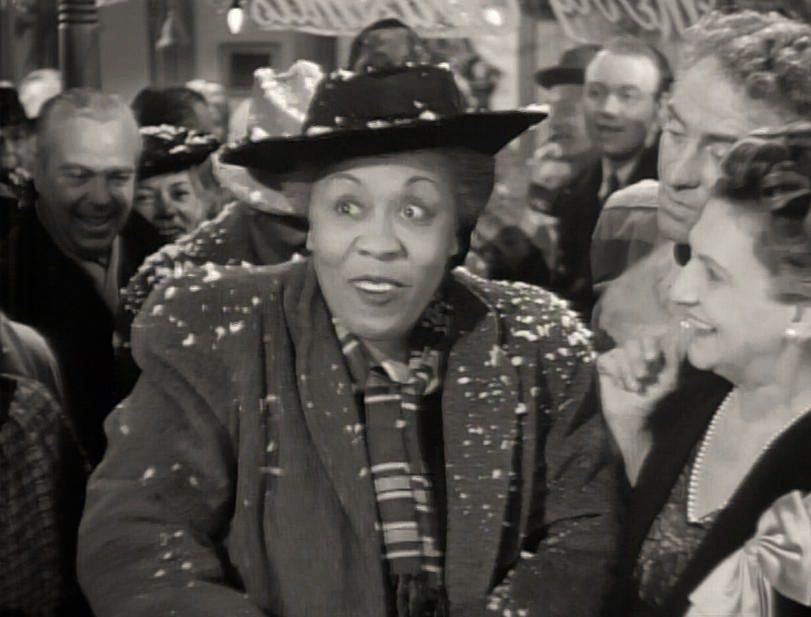
Dans La vie est belle (1946)

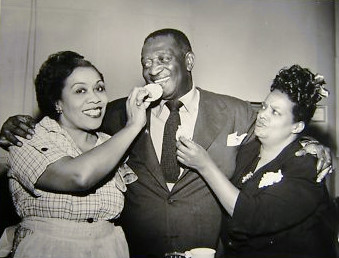
Avec Ernest Whitman et Ruby Dandridge (à d.), dans la série radiophonique Beulah (1953, photo promotionnelle)

Lillian Randolph est une actrice américaine, née le 14 décembre 1898 à Knoxville (Tennessee), morte le 12 septembre 1980 à Los Angeles (Californie).

## Biographie
Au cinéma, Lillian Randolph contribue à cinquante-et-un longs métrages américains, les trois premiers sortis en 1938 (dont Frou-frou de Richard Thorpe, avec Luise Rainer dans le rôle-titre).
Parmi ses films notables, mentionnons La vie est belle de Frank Capra (1946, avec James Stewart et Donna Reed), Bon sang ne peut mentir d'Hal Walker (1951, avec Dean Martin et Jerry Lewis), Chut... chut, chère Charlotte de Robert Aldrich (1964, avec Bette Davis et Olivia de Havilland) et Une fois ne suffit pas de Guy Green (1975, avec Kirk Douglas et Alexis Smith).
Son dernier film est Tueurs de flics d'Harold Becker (avec John Savage et James Woods), sorti le 19 septembre 1979, quasiment un an avant sa mort (en 1980, à 81 ans).
En outre, elle collabore à quarante-deux courts métrages, principalement d'animation (auxquels donc elle prête sa voix), le premier sorti en 1934 ; quatre sont produits par les Studios Disney, dont Trois petits orphelins de David Hand (1935).
Mais surtout, elle est la voix originale du personnage de Mammy Two Shoes de la série des Tom et Jerry du tandem Hanna-Barbera, dans dix-neuf courts métrages, depuis Faites chauffer la colle ! (1940) jusqu'à Push-Button Kitty (1952).
À la télévision, outre un téléfilm diffusé en 1975, elle apparaît dans quinze séries entre 1951 et 1977, dont Mannix (un épisode, 1970), L'Homme qui valait trois milliards (un épisode, 1975) et la mini-série Racines (deux épisodes, 1977).
Lillian Randolph se produit aussi dans des séries radiophoniques, dont Beulah (en), où elle tient le rôle-titre en 1952-1953, à la suite d'Hattie McDaniel et avant sa sœur Amanda Randolph (en) (1896-1967).

## Filmographie partielle

### Cinéma

#### Longs métrages
- 1938 : Frou-frou (The Toy Wife) de Richard Thorpe : la religieuse avec Rose
- 1939 : Un jour au cirque (At the Circus) d'Edward Buzzell : une interprète du numéro Swingali
- 1940 : Little Men de Norman Z. McLeod : Asia
- 1941 : West Point Widow de Robert Siodmak : Sophie
- 1941 : Le Collège en folie (All-American Co-Ed) de LeRoy Prinz : Deborah
- 1942 : The Great Gildersleeve de Gordon Douglas : Birdie Lee Calkins
- 1942 : Madame et ses flirts (The Palm Beach Story) de Preston Sturges : une servante dans le train
- 1943 : La Dangereuse Aventure (No Time for Love) de Mitchell Leisen : Hilda
- 1943 : Gildersleeve on Broadway de Gordon Douglas
- 1946 : La vie est belle (It's a Wonderful Life) de Frank Capra : Annie
- 1946 : Child of Divorce de Richard Fleischer : Carrie
- 1947 : Deux sœurs vivaient en paix (The Bachelor and the Bobby-Soxer) de Irving Reis : Bessie
- 1948 : L'Homme aux lunettes d'écaille (Sleep, My Love) de Douglas Sirk : une servante
- 1949 : Vivons un peu (Let's Live a Little) de Richard Wallace : Sarah
- 1949 : Chasse aux maris (Once More, My Darling) de Robert Montgomery : Mamie
- 1951 : Bon sang ne peut mentir (That's My Boy) d'Hal Walker : May
- 1951 : Ma fille n'est pas un ange (Dear Brat) de William A. Seiter : Dora
- 1952 : Les Affameurs (Bend of the River) d'Anthony Mann : Tildy
- 1964 : Chut... chut, chère Charlotte (Hush... Hush, Sweet Charlotte) de Robert Aldrich : la femme de ménage
- 1970 : L'Insurgé (The Great White Hope) de Martin Ritt : la gouvernante
- 1975 : Une fois ne suffit pas (Once Is Not Enough) de Guy Green : Mabel
- 1978 : Magic de Richard Attenborough : Sadie
- 1979 : Tueurs de flics (The Onion Field) d'Harold Becker : Nana, la grand-mère de Jimmy

#### Courts métrages d'animation (voix)
- 1935 : Trois petits orphelins (Three Orphans Kittens) de David Hand : Delilah
- 1936 : More Kittens de David Hand : Delilah
- 1937 : Uncle Tom's Bungalow de Fred Avery : Topsy / Eliza
- 1940 : Faites chauffer la colle ! (Puss Gets the Boot) de William Hanna et Joseph Barbera : Mammy Two Shoes
- 1947 : Le Triomphe de Jerry (A Mouse in the House) de William Hanna et Joseph Barbera : Mammy Two Shoes
- 1950 : Saturday Evening Puss de William Hanna et Joseph Barbera : Mammy Two Shoes
- 1952 : Push-Button Kitty de William Hanna et Joseph Barbera : Mammy Two Shoes

### Télévision
(séries, sauf mention contraire)
- 1970 : Mannix, saison 4, épisode 8 Entre deux mondes (The World Between) de Paul Krasny : Mme Harmon
- 1972 : Des jours et des vies (Days of Our Lives), feuilleton, épisode 1553 (sans titre) : Mme Hausing
- 1975 : Miles to Go Before I Sleep, téléfilm de Fielder Cook : Evelyn
- 1975 : L'Homme qui valait trois milliards (The Six Million Dollar Man), saison 3, épisode 13 Un homme de confiance (Clark Templeton O'Flaherty) d'Ernest Pintoff : la propriétaire
- 1977 : Racines (Roots), mini-série, épisodes 5 et 6 : Sœur Sara

## Séries radiophoniques (sélection)
- 1952-1953 : Beulah : rôle-titre